# Федоровське (Локнянський район)
Федоровське (рос. Фёдоровское) — присілок в Локнянському районі Псковської області Російської Федерації.
Населення становить 121 особу. Входить до складу муніципального утворення Михайловська волость.

## Історія
Від 2015 року входить до складу муніципального утворення Михайловская волость.

## Населення
| 2001 | 2002 | 2010 |
| ---- | ---- | ---- |
| 118  | ▲133 | ▼121 |